# 아르시 하리우
아르시 일라리 하리우(핀란드어: Arsi Ilari Harju, 1974년 3월 18일~)는 핀란드의 육상 선수로 주 종목은 포환던지기이다. 2000년 하계 올림픽 남자 포환던지기 종목에서 금메달을 획득했다.

## 경력
쿠리카에서 태어난 하리우는 1992년에 청소년 국가대표로 발탁되었으며 1995년에 성인 국가대표로 발탁되었다. 1997년 3월 2일 탐페레에서 열린 지역 대회에서 20.16m를 기록하면서 12번째로 20m 클럽에 가입했다.
2000년 9월 시드니에서 열린 2000년 하계 올림픽 예선 B조에서 개인 최고 기록인 21.39m의 기록으로 전체 1위로 결승에 진출했다. 결승에서는 21.29m를 기록하면서 미국의 애덤 넬슨과 존 고디나를 제치고 금메달을 획득하였다. 같은 해에 "올해의 핀란드 육상 선수"로 선정되었다.
2006년에 현역에서 은퇴했으나 2011년 5월에 다시 복귀하여 미국 투손에서 열린 대회에서 18.48m의 기록을 내기도 했다.
그는 핀란드 유니세프 친선 대사를 맡았다.